# Foodpanda
Foodpanda — мобильная платформа для доставки еды, головной офис которой находится в Берлине, Германия.

## Платформа
Foodpanda обрабатывает и отправляет заказы напрямую в рестораны-партнеры, которые затем доставляют еду клиентам. Пользователи могут сделать заказ, введя почтовый индекс и выбрав еду из списка ресторанов. Также пользователи могут исследовать меню ресторанов еще до того, как введут адрес доставки и перейдут к заказу. После оформления заказа Foodpanda отправляет СМС с подтверждением и предположительным временем доставки.

## История
Впервые Foodpanda была запущена в марте 2012 в Сингапуре и расширила географию присутствия до 16 стран до конца года. В феврале 2013 количество стран увеличилось до 23.

## Инвестиции
Первые инвестиции Foodpanda получила от Rocket Internet в 2012 году. В апреле 2013 инвестиции на 20 миллионов долларов были получены от Investment AB Kinnevik, Phenomen Ventures and Rocket Internet. В сентябре 2013 iMENA Holdings инвестировала 8 миллионов долларов. В феврале 2014 были получены инвестиции в размере 20 миллионов долларов от группы инвесторов, включая Phenomen Ventures, а августе компания анонсировала о привлечении еще 60 миллионов. В марте 2015 Rocket Internet AG в партнерстве с другими инвесторами вложило еще 110 миллионов долларов в Foodpanda. Спустя два месяца после этого, Goldman Sachs вложили еще 110 миллионов долларов в компанию.

## Бренды
Foodpanda состоит из нескольких брендов, преимущественно использующихся в Азии и Восточной Европе. На Среднем Востоке компания представлена под брендом Hellofood.
В других странах Foodpanda представлена под следующими брендами:  EatOye в Пакистане, 24h в ОАЭ, NetPincer в Венгрии, Donesi.com в Сербии, Боснии и Герцеговине, Черногории, Pauza в Хорватии, Room Service в Малайзии и Сингапуре, City Delivery на Филиппинах (по состоянию на 2023г. преимущественно Foodpanda), Food by Phone в Таиланде, Koziness and Dial-A-Dinner в Гонконге.

## Финансовые результаты
По результатам отчета, составленном в сентябре 2015 года компанией Rocket Internet, валовый оборот компании увеличился более чем в три раза. Валовая выручка проекта выросла на 1005,8 % и составила 13,4 млн евро. Однако, EBITDA имела отрицательное значение и в начале 2015 года составила 46 млн евро. Согласно отчету, более половины заказов (51 %) приходится на мобильное приложение.

## Статистика сайта
По данным Alexa.com на 12 июля 2016 года сайт foodpanda.com находится на 52,600 месте по посещаемости по всему миру. В Индии сайт занимает 5,177 место, в Сингапуре 6,571.

## Упоминания в СМИ
- Ъ-Газета: Goldman Sachs накормил Foodpanda Архивная копия от 14 июля 2016 на Wayback Machine
- Ъ-Секрет Фирмы: Фудтуристическое меню Архивная копия от 1 апреля 2019 на Wayback Machine
- Forbes: Foodpanda приобретет российскую компанию Delivery club Архивная копия от 12 июля 2016 на Wayback Machine